# حارة الدفاع (بني حوات)
الدفاع هي إحدى حارات حي بني حوات بمدينة الروضة شمال العاصمة اليمنية "صنعاء"، بلغ تعداد سكانها 685 نسمة حسب تعداد اليمن لعام 2004.